# Fieldy's Dreams
Fieldy’s Dreams est un projet solo de hip-hop américain, monté par le bassiste de Korn, Fieldy, en 2002. Il découle d'une volonté de Fieldy de se faire avant tout plaisir en vivant sa passion pour le hip-hop qui, à ses yeux, n'est pas suffisamment incorporé dans Korn.

## Biographie

### Rock'n Roll Gangster
Son premier album, Rock'n Roll Gangster, est sorti le 22 janvier 2002 La majorité des paroles et de la musique ont été composés par Fieldy lui-même, dans un style gangsta rap. L'album est un échec critique, la chanson Baby Hugh Hef ira même jusqu'à être classée dixième des 50 pires chansons des années 2000 (« 50 Worst Songs of the '00s' ») dans un article de Village Voice datant de 2009.
Dans une interview donnée à The PRP en mai-juin 2011, il déclare regretter d’avoir tenté cette expérience, considérant qu’il n’avait pas la voix pour passer derrière le micro. Reginald Arvizu explique : « Vous savez, j'étais vraiment jeune quand je l'ai fait. Aujourd'hui, je ne pense pas avoir besoin d'être derrière un micro. Je ne pense pas avoir une voix. Voilà c’est un cadeau que certaines personnes ont. À l'époque, Korn était au top et nous avons pu faire tout ce que nous voulions. Mais maintenant je regarde en arrière et je suis embarrassé [rires]. Au moins, je peux dire ça. J’aurais aimé ne jamais l’avoir fait, mais évidemment je ne peux rien faire à ce sujet. »

### Sobriety
Fieldy rebaptise son projet Fieldy's Nightmare et prévoit de sortir un album pour 2008 nommés Sobriety. Cependant, ce dernier décide de mettre en attente l'enregistrement pour qu’il puisse se concentrer sur Korn. Cet album verrait le genre du projet changer radicalement puisque, selon les dires de Fieldy, il ne serait plus orienté gangsta rap, mais serait un album instrumental de basse dans un style funk/jazz fusion.

## Discographie
- 2002 : Rock'n Roll Gangster